# んなことあるか
「んなことあるか」は、グレートチキンパワーズの3枚目のシングル。

## 解説
C/W曲「大きなジープに乗ってこのMACHIを出よう」はアルバム『MIX』からのリカット。本作用にバージョンを変えて収録。

## タイアップ
スプライト・クールレモンCMイメージソング。

## 収録曲
全作詞・作曲：GREAT CHICKEN POWERS／編曲：MOONLIGHT CAFÉ
1. んなことあるか
2. 大きなジープに乗ってこのMACHIを出よう
3. んなことあるか（オリジナル・カラオケ）